# Max Waibel (Germanist)
Max Waibel (* 9. April 1943 in Luzern; † 6. Februar 2023 in Visp) war ein Schweizer Germanist und Volkskundler mit dem Fokus auf der Kultur der Walser.

## Leben und Schaffen
Waibels gleichnamiger Vater war Berufsoffizier, weshalb die Familie 1947–1950 in Washington, D.C. lebte, wo er als Militärattaché arbeitete. Die Matur legte der Sohn aber in seiner Geburtsstadt Luzern ab. An der Universität Bern studierte er Germanistik, Volkskunde und Rechtswissenschaft. Lizentiatsarbeit und Dissertation schrieb er bei Paul Zinsli. Thema der Lizentiatsarbeit von 1977 war Mundartleben in der Walserkolonie Macugnaga, Provinz Novara, Italien, dasjenige der Dissertation von 1982 (gedruckt 1985) Die volkstümliche Überlieferung in der Walserkolonie Macugnaga (Provinz Novara).
Von 1985 bis 2003 arbeitete Waibel als Fachreferent für Germanistik, Literaturwissenschaften, Ethnologie und Volkskunde an der Stadt- und Universitätsbibliothek Bern (heute Bibliothek Münstergasse), wo er als deren Beauftragter für Öffentlichkeitsarbeit amtete. Anschliessend zog er mit seiner Frau, der Bibliothekarin Erna Anthea Waibel (* 1940) nach Leuk im Wallis und leitete die «Walser-Bibliothek» und das «Walser-Archiv» in Brig. Er wirkte zudem als Wissenschaftsbeirat im Vorstand der Internationalen Vereinigung für Walsertum. Zum Teil gemeinsam mit seiner Gattin verfasste er mehrere populäre Schriften zum Thema Walser. Den Lebensabend verbrachte das Paar in Brig.

## Publikationen (Auswahl)
- Die volkstümliche Überlieferung in der Walserkolonie Macugnaga (Provinz Novara). Schweizerische Gesellschaft für Volkskunde, Basel 1985 (Schriften der Schweizerischen Gesellschaft für Volkskunde 70).
- Walser Weisheiten. Sprichwörter und Redensarten. Huber, Frauenfeld 1998.
- Auf den Spuren der Zwerge. Illustrationen: Arthur Loosli. Krebser, Thun 1998 (Kultur im Berner Oberland 12/13).
- Unterwegs zu den Walsern in der Schweiz, in Italien, Frankreich, Liechtenstein, Vorarlberg und dem Tirol. Huber, Frauenfeld 2003.
- Das Walser Wanderbuch. Unterwegs zu den schönsten Walserorten in der Schweiz, in Liechtenstein, Österreich, Italien und Frankreich. Huber, Frauenfeld 2004.
- (mit Erna A. Waibel:) Auf Walserspuren durchs Lauterbrunnental. Der etwas andere Führer. Schlaefli, Interlaken 2007.
- (als Herausgeber:) Das Grosse Buch der Walser Sagen. Huber, Frauenfeld 2010.
- (mit Erna A. Waibel:) Zwischen Visp und Macugnaga. Unterwegs auf Säumer- und Walserwegen. Kleiner Kultur- und Wanderführer. Rotten, Visp 2010.
- (mit Erna A. Waibel; als Herausgeber:) Blickpunkt Leuk. 515–2015. 2 Bände. Rotten, Visp 2015.